# Armatura (edilizia)

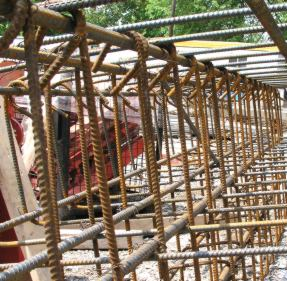
Una gabbia d'armatura di una trave

L'armatura, in edilizia, è l'insieme degli elementi in acciaio – opportunamente sagomati e posizionati – che, conglobati al calcestruzzo, ne complementano la resistenza strutturale, con particolare riferimento all'assorbimento degli sforzi di trazione e taglio.
L'unione dei due materiali (calcestruzzo ed acciaio) origina il calcestruzzo armato: gli elementi strutturali così realizzati sfruttano appieno le caratteristiche prestazionali di ciascuna componente (l'ottima resistenza alla compressione del calcestruzzo, e l'efficace resistenza alla trazione dell'acciaio).

## Descrizione

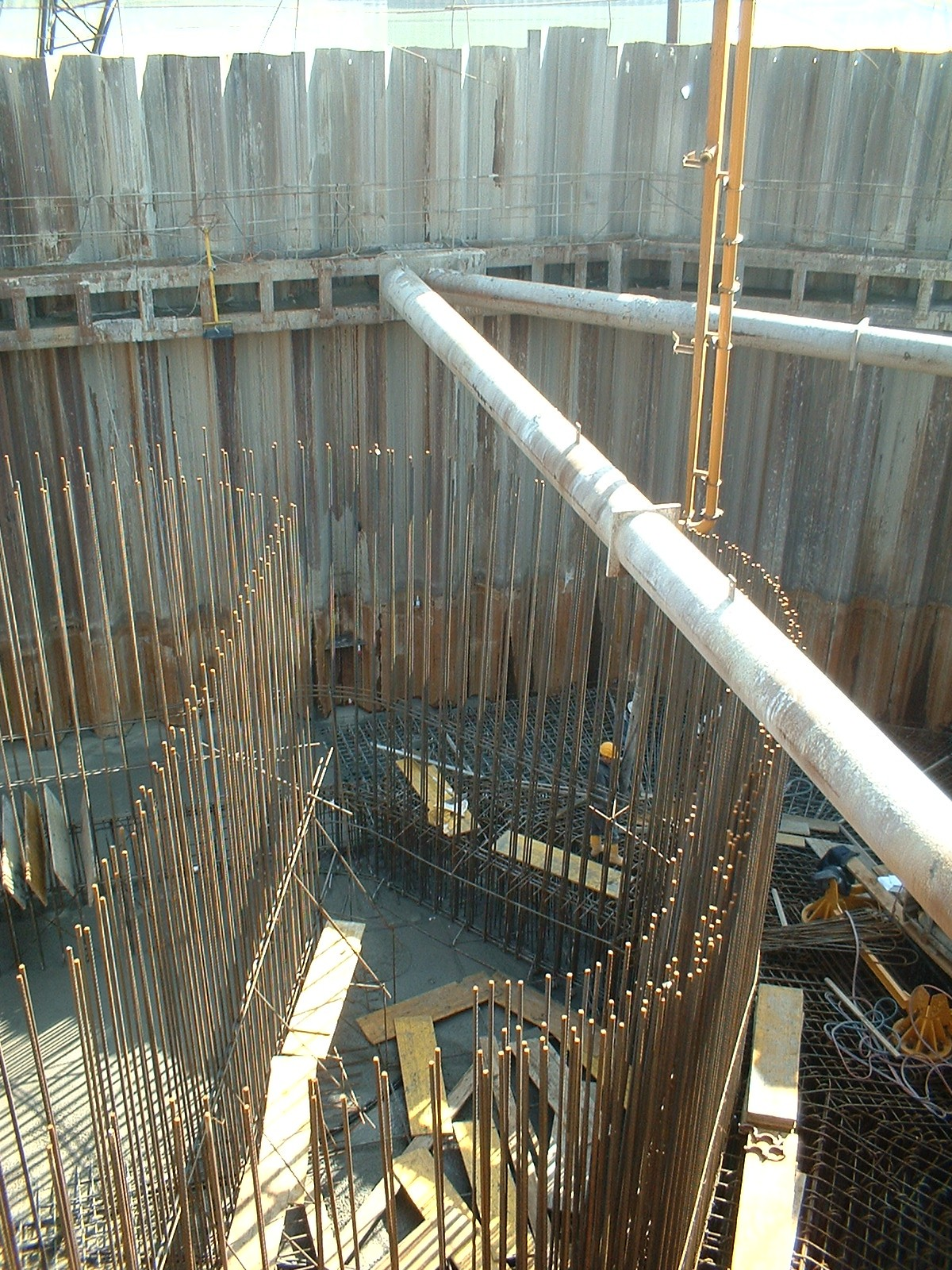
Armatura metallica - Plinto di fondazione di un ponte ferroviario

### Caratteristiche e utilizzo
Le barre in ferro utilizzate per il confezionamento dell'armatura sono normalmente in ferro al carbonio, hanno una sezione circolare (dalla quale deriva il nome comune di tondino) e devono avere una superficie esterna caratterizzata da particolari nervature ottenute per zigrinatura che hanno la funzione di migliorare l'aderenza della barra stessa all'interno della struttura in calcestruzzo. Le barre così realizzate vengono dette ad aderenza migliorata o nervate e sono comunemente conosciute con il nome di tondino zigrinato.
Sino a qualche decennio fa la normativa prevedeva l'utilizzo anche di barre lisce e lo scorrimento interno al calcestruzzo era scongiurato con la realizzazione, alle estremità delle barre stesse, di piegature ad uncino che costituivano veri e propri ancoraggi interni.
L'armatura tipica di un elemento strutturale (come travi e pilastri) è caratterizzata da due serie di barre d'armatura:
- barre longitudinali (dette correnti): disposte parallelamente all'asse dell'elemento, sia in zona tesa che in quella compressa con il compito principale di collaborare con il calcestruzzo nell'assorbire sforzi di flessione o pressoflessione. In zona tesa, vista la scarsa resistenza a trazione del calcestruzzo il ferro ha il compito di assorbire integralmente lo sforzo di trazione, mentre i ferri compressi hanno il compito principale di conferire maggiore duttilità alla membratura. Nella travi i ferri in zona compressa vengono utilizzati anche come reggi staffe.
- barre trasversali (dette staffe): di diametro minore rispetto alle correnti, disposte trasversalmente rispetto all'asse della membratura, assumono una triplice funzione: consentono il mantenimento in posizione delle barre longitudinali prima e durante il getto del calcestruzzo, si fanno carico degli sforzi di taglio ai quali l'elemento è soggetto e riducono la lunghezza di libera inflessione delle barre longitudinali compresse, evitando la loro instabilità per carichi di punta.

### Sensibilità alla corrosione
Le armature a seconda della loro sensibilità alla corrosione, si distinguono in due gruppi:
- armature sensibili: appartengono a questo gruppo gli acciai da precompressione;
- armature poco sensibili: appartengono a questo gruppo gli acciai ordinari e gli acciai zincati e quelli inossidabili[1].

Nel caso di utilizzo nella stessa struttura di acciai di diversa sensibilità alla corrosione (al carbonio, zincato, inossidabile), si deve evitare che le armature di diversa natura possano entrare in contatto diretto tra di loro al fine di prevenire l'innesco di eventuali fenomeni di corrosione.
Pertanto in questo caso sono vietate le saldature o legature metalliche tra tondini di acciaio appartenenti a gruppi diversi.
In merito alle armature in acciaio inossidabile si fa presente che il loro elevato costo ne limita l'utilizzo solo per la realizzazione di opere in condizioni ambientali d'elevata aggressività, soprattutto legata alla presenza d'acqua di mare o di sali disgelanti, oppure nei casi in cui, per l'importanza della struttura, sia richiesta una vita di servizio molto lunga (ad esempio maggiore di 100 anni).
In questi casi infatti la protezione offerta dal copriferro può non essere sufficiente a prevenire la corrosione, e pertanto per garantire la durata richiesta per l'opera senza costose e complesse manutenzioni straordinarie.
In questo caso potrebbe risultare economicamente più conveniente l'utilizzo integrale o parziale dell'acciaio inossidabile.
L'acciaio zincato risulta invece più economico però presenta problemi di corrosione dovuti al fatto che lo zinco è attaccato in ambienti molto alcalini.
Pertanto se l'armatura viene protetta, particolarmente nel primo periodo dopo il getto del calcestruzzo, la zincatura garantisce buoni risultati anche per lunghi periodi sia in presenza di carbonatazione che di cloruri.

### Sagomatura
L'acciaio per calcestruzzo armato è prodotto in stabilimento sotto forma di barre o rotoli, reti o tralicci, per l'utilizzo diretto in cantiere o come elementi base per le successive trasformazioni.
Le operazioni di sagomatura dell'armatura possono avvenire all'interno del cantiere edile, mediante l'utilizzo di macchine piegaferro, anche se la tendenza moderna alla specializzazione ha favorito lo sviluppo dei centri di trasformazione specializzati i quali provvedono, prima della fornitura in cantiere dei ferri, a saldarli, presagomarli, o preassemblarli formando elementi composti direttamente utilizzabili in opera quali ad esempio:
- elementi presagomati - staffe, ferri piegati, ecc.;
- elementi preassemblati - gabbie di armatura, tralicci, ecc.

I centri di trasformazione specializzati sono attrezzati con specifici macchinari, con cui si effettuano le operazioni di taglio, piegatura (presagomatura) e assemblaggio delle diverse componenti (sagome). I centri di trasformazione sono obbligati dal D.M. 14/01/2008 ad essere certificati ISO 9001 e a effettuare deposito della dichiarazione della loro attività e certificazione presso il C.S.LL.PP. / S.T.C. oltre che nominare un direttore del centro che è responsabile dei prelievi nel centro stesso. I prelievi devono essere sottoposti a prove sia meccaniche che di indice di aderenza, in dipendenza del tipo di materiale, presso i laboratori ufficiali o autorizzati dal C.S.LL.PP. / S.T.C. I Direttori dei Lavori devono ottenere copia dell'attestato rilasciato dal S.T.C. e possono verificare che il materiale consegnato in cantiere sia comprensivo del riferimento al DDT nella copia dell'attestato stesso. Il direttore dei lavori può chiedere copia delle prove effettuate dal centro stesso, secondo le frequenze stabilite dalle norme tecniche, presso il laboratorio ufficiale o autorizzato. La presenza delle prove effettuate dal Centro di Trasformazione non esime il direttore dei lavori da effettuare le prove di cantiere. I prelievi di cantiere possono essere effettuati presso il centro di trasformazione nel rispetto di quanto previsto dal decreto ministeriale 14 gennaio 2008.
La materia prima utilizzata è rappresentata da acciaio in barre e in rotolo. Le barre subiscono, a seconda delle sagome predisposte nei disegni esecutivi strutturali, un taglio a misura e una successiva piegatura a freddo. Il materiale in rotolo necessita prima della sagomatura un'operazione di raddrizzatura che può avvenire con un sistema a rulli contrapposti o con un meccanismo a rotore.

### Assemblaggio
Una volta preparate le diverse componenti, sagomate in cantiere o in stabilimento (staffe, cavallotti, barre dritte, forcelle, ecc.), queste devono essere assemblate in modo tale che la gabbia d'armatura risultante sia conforme, con la giusta tolleranza, al progetto strutturale con riferimento specifico alla posizione del sagomato e al rispetto del copriferro e dell'interferro.
La serie di operazioni di assemblaggio dei tondini di ferro viene indicato con legatura dei ferri di armatura.
La legatura delle barre deve garantire il mantimento della posizione del ferro durante tutte le fasi di getto e costipamento del calcestruzzo.
L'assemblaggio può avvenire in stabilimento attraverso unione con punti di saldatura (per piccole gabbie o tralicci) ma il più delle volte avviene direttamente in cantiere.
I punti di saldatura sono consigliati solo per l'assemblaggio in stabilimento poiché tale unione garantisce una idonea resistenza anche alla movimentazione della gabbia di armatura.
Di prassi in cantiere si procede alla legatura con il fil di ferro. Questo è costituito da filo nero di acciaio del diametro pari a 1 – 2 mm e si pone in opera mediante l'utilizzo di tenaglie o attrezzatura analoga.
La normativa vigente non riporta alcuna indicazione a proposito delle modalità di legatura, comunque esistono delle regole generali in merito:
- elementi bidimensionali (piastre, lastre, piastre di fondazione):
  - tutti gli incroci delle barre in corrispondenza del perimetro della gabbia di armatura devono essere fissati (per rendere stabile la gabbia);
  - se il diametro della barra è d ≤ 12 mm, gli incroci interni lungo ogni barra (sia longitudinale che trasversale) devono essere legati in modo alternato (uno sì e uno no) e pertanto tra due barre contigue le connessione devono risultare sfalsate;
  - se il diametro della barra è d > 12 mm gli incroci interni legati lungo la generica barra (sia longitudinale che trasversale) devono distare s ≤ 50 d e tra due barre contigue le connessione devono essere sfalsate;
- elementi monodimensionali (travi pilastri):
  - tutti gli incroci tra l'armatura principale e le staffe in corrispondenza delle piegature di queste ultime devono essere legati (per rendere stabile la gabbia);
  - gli incroci tra le barre longitudinali, che non intercettano le staffe in corrispondenza della piegatura, e le staffe stesse devono essere connessi ad una distanza s < 50 d dove d è il diametro della barra longitudinale.

In ogni caso se la legatura va ad interessare lo spessore del copriferro, per evitare problemi alla durabilità del calcestruzzo a seguito della corrosione del materiale di legatura, si deve rimuovere la parte in eccesso.
Si sono diffusi dei componenti (articoli commerciali di edilizia) per l'assemblaggio rapido delle gabbie di armatura (ferri, staffe, reti, ecc.) quali i ganci (rapidi) e i distanziatori, di varie forme e materiali, prodotti a catalogo che consentono standardizzazione nonché evitano la realizzazione del dispositivo di legatura (legame un filo di ferro) a mano in cantiere. Alcuni articoli fungono da gancio e distanziatore contemporaneamente. Un altro utile accessorio è il fungo (tappo) di plastica, posizionato sullo spuntone del tondino, come protezione per le persone (spesso di colore rosso).

## Classificazione

### Evoluzione normativa

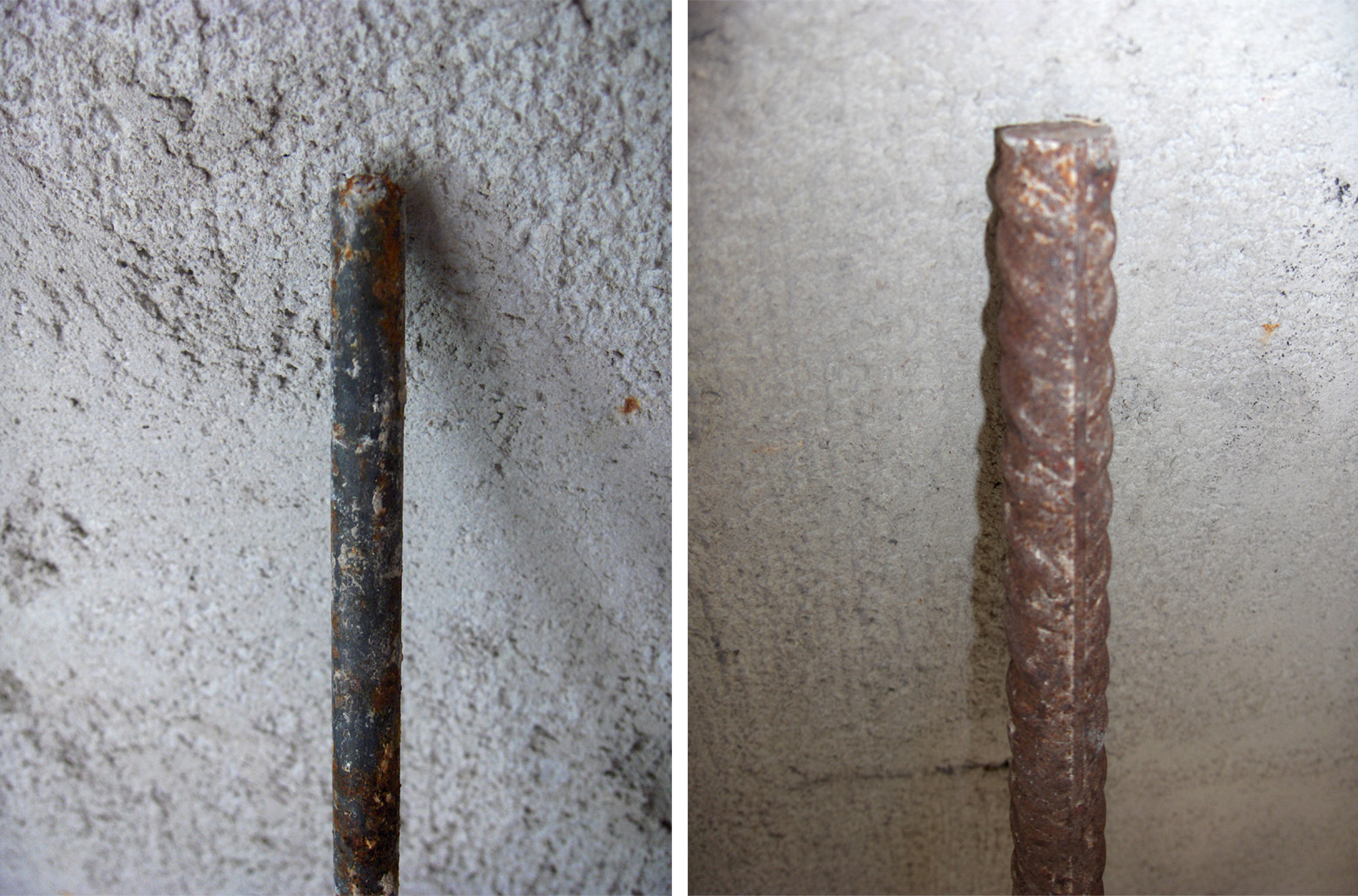
A sinistra barra liscia, a destra barra ad aderenza migliorata.

In merito all'acciaio da cemento armato normale, o acciaio per armatura lenta, fino a quando è rimasto in vigore il decreto ministeriale 9 gennaio 1996, la normativa prevedeva i seguenti tipi di acciaio che venivano classificati con riferimento al processo di produzione:
- acciai in barre tonde lisce - acciai trafilati a freddo
  - Fe B 22 k (acciaio dolce): caratterizzato da una tensione di rottura non inferiore a 335 N/mm2; da una tensione di snervamento non inferiore a 215 N/mm2 e da un allungamento di rottura (A5) non inferiore al 24%;
  - Fe B 32 k (acciaio dolce): caratterizzato da una tensione di rottura non inferiore a 490 N/mm2; da una tensione di snervamento non inferiore a 315 N/mm2 e da un allungamento di rottura (A5) non inferiore al 23%;
- acciai in barre ad aderenza migliorata (acciaio nervato) - acciai laminati a caldo
  - Fe B 38 k (acciaio duro): caratterizzato da una tensione di rottura non inferiore a 450 N/mm2; da una tensione di snervamento non inferiore a 375 N/mm2 e da un allungamento di rottura (A5) non inferiore al 14%;
  - Fe B 44 k (acciaio duro): caratterizzato da una tensione di rottura non inferiore a 540 N/mm2; da una tensione di snervamento non inferiore a 430 N/mm2 e da un allungamento di rottura (A5) non inferiore al 12%;

Con l'entrata in vigore del decreto ministeriale 14 settembre 2005, la normativa ha introdotto l'utilizzo delle sole seguenti tipologie di acciaio nervato classificato in base alla loro resistenza e alla loro duttilità:
- B 450 C (acciaio laminato a caldo): caratterizzato da una tensione di rottura non inferiore a 540 N/mm2; da una tensione di snervamento non inferiore a 450 N/mm2 e da un allungamento totale a carico massimo (Agt) non inferiore al 7%;
- B 450 A (acciaio trafilato a freddo): caratterizzato da una tensione di rottura non inferiore a 540 N/mm2; da una tensione di snervamento non inferiore a 450 N/mm2 e da un allungamento totale a carico massimo (Agt) non inferiore al 3% (minore duttilità rispetto al precedente).

Al fine di garantire un comportamento duttile delle strutture in calcestruzzo armato durante gli eventi sismici, il decreto ministeriale introduce dei limiti a 2 parametri che misura della duttilità dell'acciaio:
- il rapporto di incrudimento, ottenuto da rapporto tra la tensione massima e quella di snervamento dell'acciaio, deve risultare (ft/fy) medio ≥ 1,13. Il rapporto di incrudimento è uno dei parametri fondamentali per definire la duttilità. Il valore di 1,13 è conseguente ad un insieme di prove sperimentali effettuate su manufatti in c.a. che hanno permesso di determinare una soglia limite, per cui solo al disopra di quel valore si hanno strutture in cemento armato duttili.
- rapporto tra il valore effettivo di snervamento e quello teorico (fy/fynom)≤ 1,3. È noto che negli acciai tanto più lo snervamento è basso tanto più la duttilità è elevata. Pertanto tale verifica consente di controllare che l'acciaio effettivamente utilizzato in cantiere non presenti una tensione di snervamento molto superiore da quella di progetto; utilizzando armature aventi caratteristiche rispondenti a quelle progettate, si garantisce infatti che il collasso della struttura avvenga nelle sezioni ipotizzate.

Il decreto ministeriale 14 settembre 2005 prevedeva inoltre i seguenti prodotti siderurgici da cemento armato ordinario (tondini in acciaio non legato, zincato e inox):
- barre;
- rotoli;
- reti e tralicci elettrosaldati.

#### Differenza tra l'allungamento A5e Allungamento Agt
Fino al DM del 9 gennaio 1996 la normativa valutava l'allungamento dell'acciaio con riferimento allungamento percentuale specifico a rottura A5.
Tale valore rappresenta l'allungamento permanente residuo dopo la rottura del provino di acciaio.
Fino al raggiungimento del carico massimo (ft) la deformazione del provino è uniforme lungo tutto il provino.
Raggiunto il carico massimo la deformazione aumenta notevolmente in una zona limitata dando luogo ad un restringimento della sezione evidente anche a occhio nudo, detta zona di strizione.
L'allungamento A5 pertanto tiene conto della strizione che avviene dopo il carico massimo ed è riferito ad una lunghezza convenzionale di riferimento L0, che per i provini di sezione circolare, di diametro d, è pari a 5d.
Sul provino, prima della prova di trazione vengono segnate 2 tacche a distanza 5d; successivamente si porta a rottura il tondino di ferro, si riaccostando i lembi della provetta e si misura la nuova lunghezza Lu tra le tacche riferimento: 
- A5 =100*(Lu -L0)/L0

con il DM 14 settembre 2005, in sostituzione di A5, viene introdotto l'allungamento percentuale totale a carico massimo definito Agt.
Tale valore rappresentala massima deformazione del provino prima che si manifestino i fenomeni di strizione e di rottura dell'acciaio.
Sul provino vengono segnate due tacche a distanza LO = 100 mm.
Durante la prova di trazione, raggiunto il carico massimo (ft) si determina la nuova distanza Lu tra le tacche dopo lo scarico del provino:
- Agt = 100*(Lu-LO)/LO +ft/E

dove:
- (Lu-LO)/LO =Ag rappresenta l'allungamento permanente residuo del provino a carico massimo
- ft/E è invece l'allungamento elastico.

Pertanto A5 > Agt

### Attuale classificazione

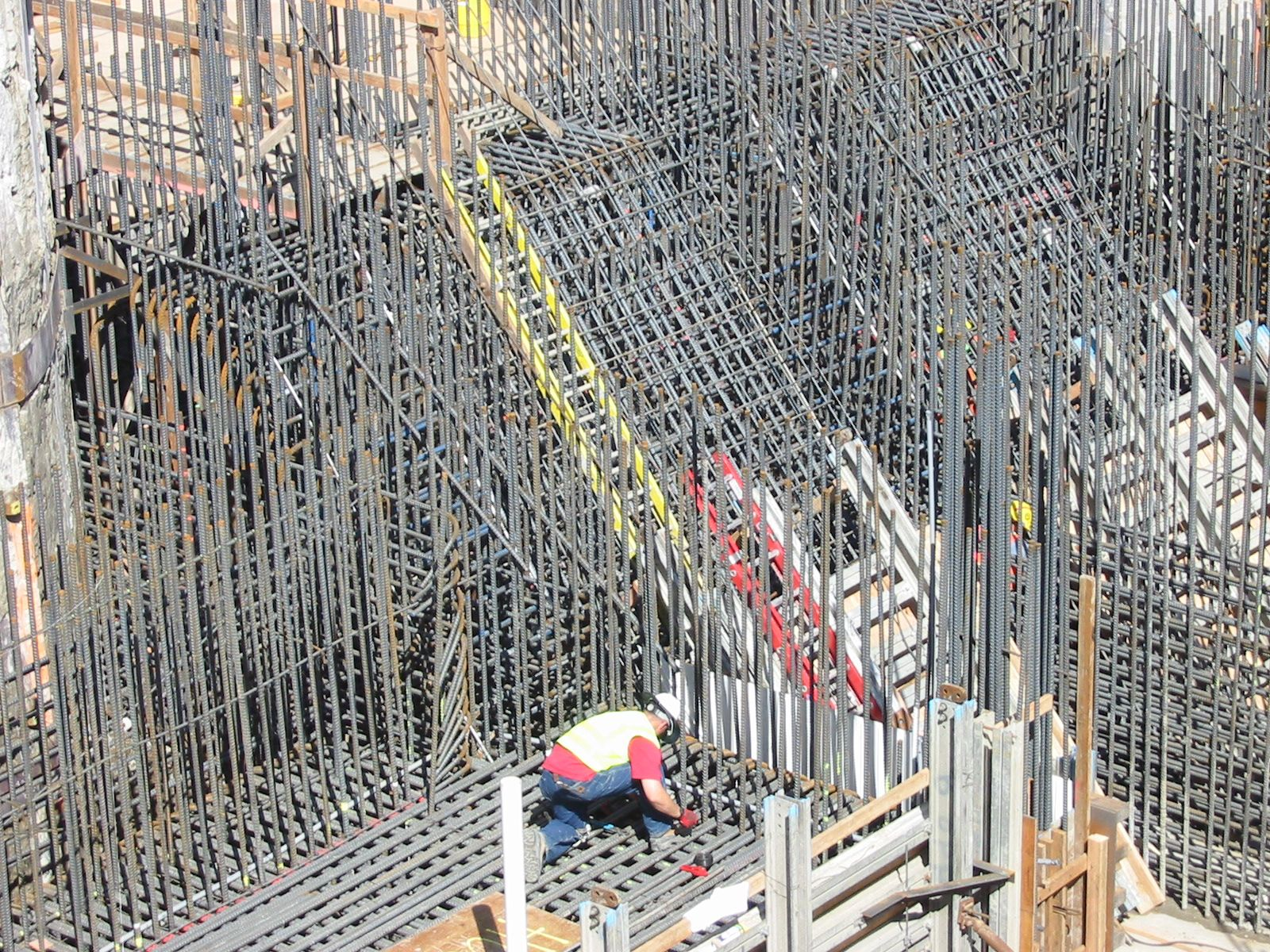
Posa in opera dell'armatura metallica

La attuale normativa decreto ministeriale 14 gennaio 2008 (NTC 2008) e la sua recente modifica in materia di utilizzo degli acciai B 450 A (decreto ministeriale 15 novembre 2011) hanno riconfermato solo in parte quanto introdotto dal decreto ministeriale 14 settembre 2005.
La nuova normativa tecnica, al contrario dei precedenti D.M fino a quello del 1996, classifica gli acciai da utilizzare nelle opere in calcestruzzo armato ordinario secondo la classe di resistenza e la classe di duttilità, essendo d'altra parte questi requisiti finali ad influenzare il comportamento della struttura in cui il tondino è inserito e non certo il processo di produzione.
Le NTC 2008 prevedono le seguenti classi:
- una sola classe di resistenza - 450 N/mm2;
- due classi di duttilità indicate con le lettere A (acciaio trafilato a freddo) e C (acciaio laminato a caldo) le quali corrispondono esattamente a quelle definite nella UNI EN 1992 -1-1(Eurocodice 2), la quale individua anche un'ulteriore classe di duttilità indicata con la lettera B che non viene però prevista nel decreto ministeriale 14 gennaio 2008 (NTC 2008). L'acciaio B 450 C è più duttile del B 450 A.

Nello specifico l'EC2 definisce tre classi di acciaio, tipo A (normale duttilità), tipo B (alta duttilità) ed il tipo C (più alta duttilità).
Le NTC 2008 prevedono inoltre i seguenti prodotti siderurgici da cemento armato ordinario che devono rispettare le caratteristiche dimensionali: di seguito riportate:
- barre:
  - in acciaio tipo B 450 C (6 mm ≤ Ø ≤ 40 mm) se prodotte e fornite come tali;
  - in acciaio tipo B 450 A (5 mm ≤ Ø ≤ 10 mm) e tipo B 450 C (6 mm ≤ Ø ≤ 16 mm) se ottenute dal raddrizzamento di filo prodotto in rotolo;
- rotoli: in acciaio tipo B 450 C (6 mm ≤ Ø ≤ 16 mm) e tipo B 450 A (5 mm ≤ Ø ≤ 10 mm);
- reti e tralicci elettrosaldati: in acciaio tipo B 450 C (6 mm ≤ Ø ≤ 16 mm) e tipo B 450 A (5 mm ≤ Ø ≤ 10 mm). Per le reti il lato della maglia deve essere ≤ 330 mm. Per i tralicci i ferri indicati sono da utilizzare come barre longitudinali mentre per le staffe deve essere Ø ≥ 5 mm in acciaio tipo B 450 A o C. Tali prodotti vengono fornite in pacchi.

l'acciaio B450C è più duttile del B450A e presenta un allungamento a rottura maggiore.
Le NTC 2008 prescrivono, nell'esecuzione di strutture in calcestruzzo armato, l'utilizzo del B 450 C e del B 450 A.
L'acciaio tipo B 450 A, con diametri compressi tra 5 e 10 mm, è ammesso per le reti e i tralicci nonché per le staffe (staffe, ecc.) per strutture in CD "B", negli altri casi se ne consente l'uso per l'armatura trasversale unicamente se è rispettata almeno una delle seguenti condizioni: elementi in cui è impedita la plasticizzazione mediante il rispetto del criterio di gerarchia delle resistenze, elementi secondari di cui al par. 7.2.3, strutture poco dissipative con fattore di struttura q≤1.5 così come specificato nel decreto ministeriale 15 novembre 2011 pubblicato sulla Gazzetta Ufficiale della Repubblica Italiana nº 270 del 19 novembre 2011.

## Marcature

### Contrassegni
Per normativa è previsto che sulla barra d'armatura sia riconoscibile la ferriera e il paese di origine.
A tale scopo è stato introdotto un raggruppamento di nervature speciali (di norma più spesse delle altre) da cui dedurre, come un codice a barre, il paese di fabbricazione e la ferriera d'origine.
Normalmente il marchio con cui si identifica il materiale è indicata sulle documentazioni che accompagnano le varie forniture, ed è costituito dalla nervatura e dalla marchiatura e cioè una serie di numeri tipo: 0,4,6, che indicano il numero di nervature trasversali normali comprese tra quelle speciali (nervature rinforzate).
La marchiatura ha inizio con due nervature rinforzate consecutive tra le quali pertanto non vi sono nervature normali(0).
Le nervature normali comprese tra il punto d'inizio e la successiva nervatura speciale indica il paese di origine.
Secondo le UNI EN 10080 i paesi di origine sono individuati dal seguente numero di nervature trasversali normali comprese tra l'inizio della marcatura e la nervatura speciale successiva:
| Paese                                      | Numero di nervature |
| Austria, Germania                          | 1                   |
| Belgio, Lussemburgo, Paesi Bassi, Svizzera | 2                   |
| Francia                                    | 3                   |
| Italia                                     | 4                   |
| Irlanda, Islanda, Regno Unito              | 5                   |
| Danimarca, Finlandia, Norvegia, Svezia     | 6                   |
| Portogallo, Spagna                         | 7                   |
| Grecia                                     | 8                   |

Le ulteriore nervature normali fino all'ultima nervatura speciale leggibile indica il codice della ferriera (stabilimento di produzione).
Le ferriere devono depositare il marchio di identificazione (nervatura e marchiatura) presso il Ministero dei lavori pubblici - Servizio Tecnico Centrale (STC).
I tondini possono avere 2,3 o 4 superfici con nervature a rilievo:
- 2 facce nervate: acciaio B450 C (laminato[2] a caldo) in barre prodotte tal quali;
- 3 facce nervate: acciaio B450 A (trafilato[3] a freddo) in barre raddrizzate da filo in rotoli prodotto mediante deformazione a freddo a partire da vergella liscia;
- 4 facce nervate: acciaio B450 C (laminato a caldo) in barre raddrizzate da filo in rotoli.

Se il tondino presenta una superficie con impronte (dentellatura) normalmente presenta 3 facce dentellate ed è riferito ad acciai B450 A.

### Conformità alla normativa
- Fornitura effettuata da un produttore (ferriera): tutte le forniture devono essere accompagnate dell'Attestato di Qualificazione (ADQ) rilasciato dal Consiglio Superiore dei LL.PP. - Servizio Tecnico Centrale nel quale deve essere riportato:
  - il numero dell'ADQ che deve essere riportato sul documento di trasporto (DDT) che deve accompagnare la fornitura (p.to 11.3.1.5. del decreto ministeriale 14 gennaio 2008);
  - tipo di acciaio (es. B 450 C) e caratteristiche dimensionali (es barre di diametro 6-40)
  - il marchio di laminazione identificativo dello stabilimento;
  - indirizzo dello stabilimento;
  - riferimento alla norma decreto ministeriale 14 gennaio 2008;
  - data di emissione (validità 5 anni).
- Fornitura effettuata da un commerciante: la fornitura deve essere accompagnata da copia dei documenti rilasciati dal produttore/i e completati con il riferimento al DDT del commerciante stesso
- Fornitura effettuata da un centro di trasformazione (CDT): la fornitura deve essere accompagnata dal DDT riportante gli estremi dell'Attestato di avvenuta dichiarazione di attività (ADA), rilasciato dal STC del Consiglio Superiore dei LL.PP e dall'attestazione inerente all'esecuzione di tutte le prove di controllo previste e fatte eseguire dal direttore tecnico del centro di trasformazione (p.to 11.3.1.7 del decreto ministeriale 14 gennaio 2008). Su richiesta del direttore dei lavori deve essere fornita anche la copia dei certificati relativi alle prove eseguite nei giorni in cui il materiale è stato lavorato. Sull'ADA deve essere riportato:
  - numero dell'ADA da riportare sul DDT;
  - nome dell'azienda di trasformazione;
  - logo o il marchio del centro di trasformazione;
  - indirizzo dello stabilimento;
  - riferimento alla norma del decreto ministeriale 14.01.2008;
  - data di emissione (validità 1 anno).

Il direttore dei lavori prima della messa in opera è tenuto a verificare quanto sopra indicato; in particolare dovrà provvedere a verificare la rispondenza tra la marcatura riportata sull'acciaio con quella riportata sui certificati consegnati.
La mancata marcatura, la non corrispondenza a quanto depositato o la sua illeggibilità, anche parziale, rendono il prodotto non impiegabile e pertanto le forniture dovranno essere rifiutate.

### Controllo di accettazione
Il direttore dei lavori è obbligato ad eseguire i controlli di accettazione sull'acciaio consegnato in cantiere, in conformità con le indicazioni contenute nel decreto ministeriale 14 gennaio 2008 al punto 11.3.2.10.4.
Il campionamento ed il controllo di accettazione dovrà essere effettuato entro 30 giorni dalla data di consegna del materiale.
All'interno di ciascuna fornitura consegnata e per ogni diametro delle barre in essa contenuta, si dovrà procedere al campionamento di tre spezzoni di acciaio di lunghezza complessiva pari a 100/120 cm ciascuno, sempre che il marchio e la documentazione di accompagnamento dimostrino la provenienza del materiale da uno stesso stabilimento.
In caso contrario i controlli devono essere estesi agli altri diametri delle forniture presenti in cantiere.
Non saranno accettati fasci di acciaio contenenti barre di differente marcatura.
Il prelievo dei campioni in cantiere e la consegna al laboratorio ufficiale incaricato dei controlli verranno effettuati dal direttore dei lavori o da un tecnico da lui delegato; la consegna delle barre di acciaio campionate, identificate mediante sigle o etichettature indelebili, dovrà essere accompagnata da una richiesta di prove sottoscritta dal direttore dei lavori.
La domanda di prove al laboratorio ufficiale dovrà essere sottoscritta dal direttore dei lavori e dovrà inoltre contenere precise indicazioni sulla tipologia di opera da realizzare (pilastro, trave, muro di sostegno, fondazioni, strutture in elevazione, ecc.…).
Il controllo del materiale riguarda l'individuazione, per ogni campione, dei valori di resistenza e di allungamento, i quali devono essere compatibili con quelli riportati dalle norme (tab. 11.3.VI NTC).
Qualora all'interno della fornitura siano contenute anche reti elettrosaldate, il controllo di accettazione dovrà essere esteso anche a questi elementi.
In particolare, a partire da tre differenti reti elettrosaldate verranno prelevati 3 campioni di dimensioni 100*100 cm.
Il controllo di accettazione riguarderà la prova di trazione su uno spezzone di filo comprendente almeno un nodo saldato, per la determinazione della tensione di rottura, della tensione di snervamento e dell'allungamento; inoltre, dovrà essere effettuata la prova di resistenza al distacco offerta dalla saldatura del nodo.
Quando il prodotto utilizzato proviene da un Centro di Trasformazione, la spedizione del materiale deve essere accompagnata dall'attestazione inerente all'esecuzione delle prove interne, fatte eseguire dal direttore tecnico del centro di trasformazione.
L'attestazione deve riportare anche il giorno in cui la fornitura di acciaio è stata lavorata.
Se il direttore dei lavori lo richiede il centro di trasformazione deve fornire anche una copia dei certificati relativi alle prove effettuate nei giorni in cui la lavorazione è stata eseguita (§11.3.1.7 NTC).
Il direttore dei lavori può comunque effettuare i controlli di accettazione previsti dalle NTC direttamente presso il Centro di Trasformazione.
In questo caso il prelievo dei campioni è un onere del direttore tecnico del Centro di Trasformazione che li deve effettuare nel rispetto degli ordini del DL.
Resta nella discrezionalità del direttore dei lavori effettuare tutti gli eventuali ulteriori controlli ritenuti opportuni (es. indice di aderenza, saldabilità).

## Aspetti scientifici

### Diagramma sforzi - deformazioni
Nel tratto iniziale che va da zero fino alla tensione di proporzionalità σp il diagramma σ - ε dei comuni acciai al carbonio è rettilineo ed è comune a tutte le tipologie di tondino, poiché hanno lo stesso modulo di Young, pari a E = 210 000 N/mm2 (30 000 000 psi, circa).
Pertanto fino a σp vale la legge:
- σ = E ε (fase elastica lineare).

Per valori compresi tra la tensione di proporzionalità e la tensione di snervamento fy, oltre la quale finisce il comportamento elastico del materiale, si ha un comportamento elastico non lineare per cui vale una legge del tipo:
- σ = E(ε) ε

Oltre la tensione di snervamento inizia la fase plastica del materiale.
La fase plastica dipende dal tipo di acciaio, infatti per acciai dolci, che sono i più duttili, la fase di snervamento è più estesa, man mano che ci si sposta verso quelli più duri tale fase si riduce.
Dopo la tensione di snervamento i diagrammi σ - ε non sono più uguali per ogni tipologia di acciaio, in pratica passando dagli acciai dolci a quelli duri si riduce la fase di snervamento e si innalza la fy.
Per gli acciai armonici utilizzati nella precompressione, la fase duttile è praticamente assente e pertanto non è sempre possibile individuare la fy.
In questo caso si fa riferimento alla fy,(0,2) che è la tensione a cui corrisponde, allo scarico, una deformazione residua pari allo 0,2%.

### Diagramma di calcolo tensione-deformazione

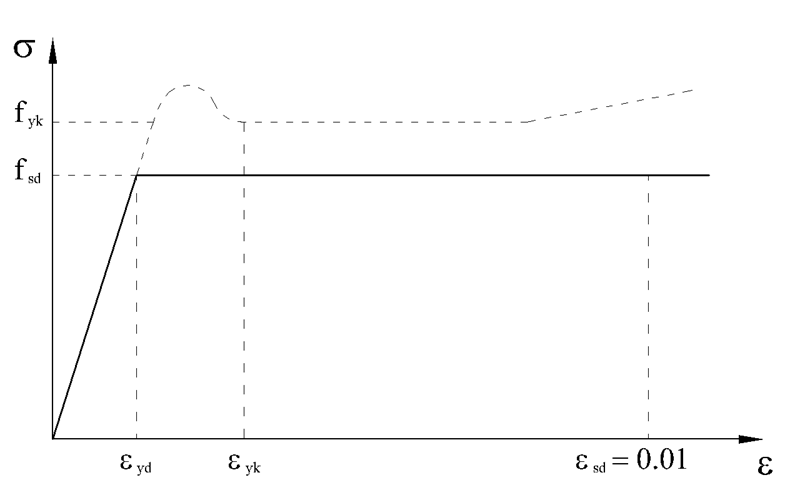
Diagramma elastico perfettamente plastico indefinito

Il legame di calcolo tensione - deformazione dell'acciaio è ricavato da diagrammi che rappresentano una idealizzazione delle leggi costitutive sperimentali dell'acciaio.
il decreto ministeriale del 14 gennaio 2008 consente l'utilizzo dei seguenti diagrammi:
- bilineare finito con incrudimento: l'inclinazione del tratto plastico tiene conto dell'incremento di resistenza dovuto all'incrudimento del materiale dopo lo snervamento. La pendenza di tale tratto è espressa dal k (rapporto di sovraresistenza) che rappresenta il rapporto caratteristico tra la tensione di picco o rottura ft e la tensione di snervamento fy
- elastico perfettamente plastico indefinito